# Сарају (Констанца)
Сарају (рум. Saraiu) насеље је у Румунији у округу Констанца у општини Сарају. Oпштина се налази на надморској висини од 24 m.

## Становништво
Према подацима из 2002. године у насељу је живело 1483 становника, од којих су сви румунске националности.

### Хронологија
| Година       | 1992 | 1993 | 1994 | 1995 | 1996 | 1997 | 1998 | 1999 | 2000 | 2001 | 2002 | 2003 | 2004 | 2005 | 2006 | 2007 | 2008 | 2009 | 2010 | 2011 | 2012 | 2013 | 2014 | 2015 | 2016 | 2017 |
| ------------ | ---- | ---- | ---- | ---- | ---- | ---- | ---- | ---- | ---- | ---- | ---- | ---- | ---- | ---- | ---- | ---- | ---- | ---- | ---- | ---- | ---- | ---- | ---- | ---- | ---- | ---- |
| Становништво | 1662 | 1616 | 1610 | 1591 | 1597 | 1577 | 1556 | 1540 | 1541 | 1516 | 1526 | 1529 | 1546 | 1532 | 1510 | 1492 | 1486 | 1461 | 1441 | 1413 | 1398 | 1390 | 1386 | 1357 | 1342 | 1318 |